# Titivillus

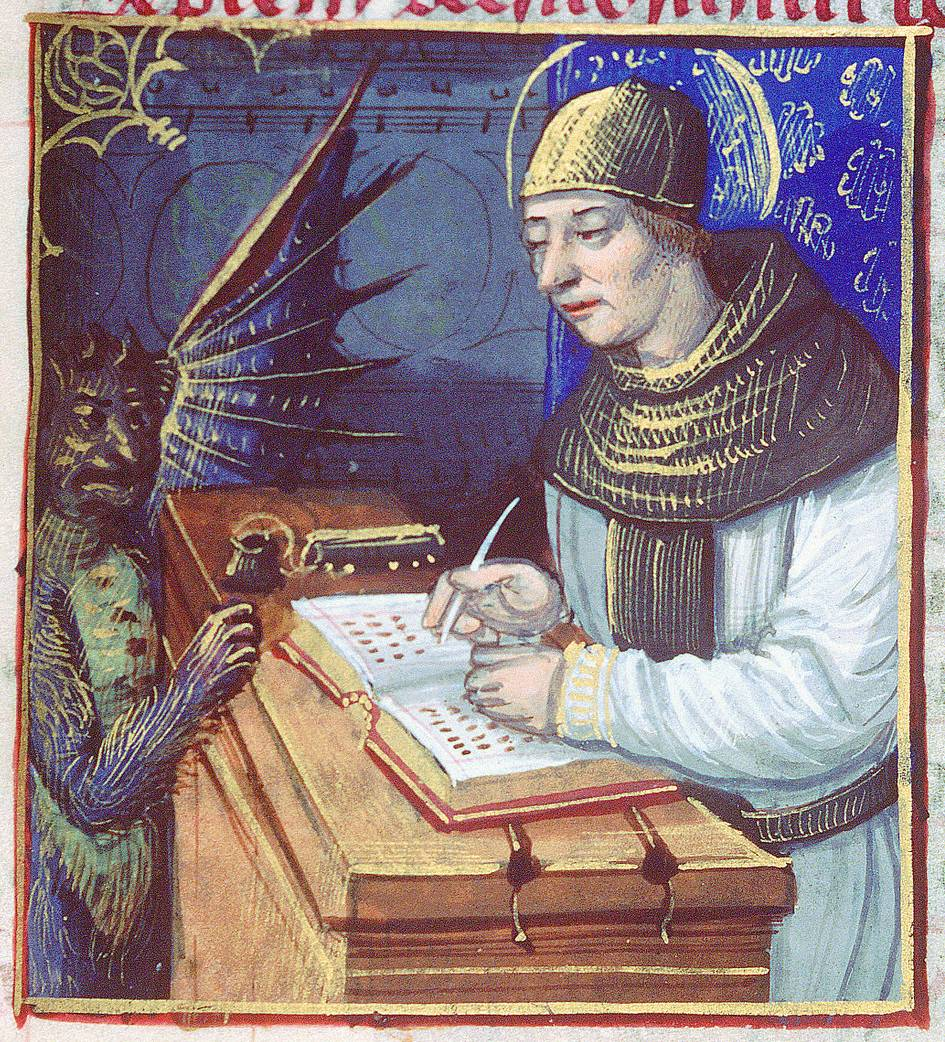
Rappresentazione di Titivillus in una miniatura del XIV secolo.

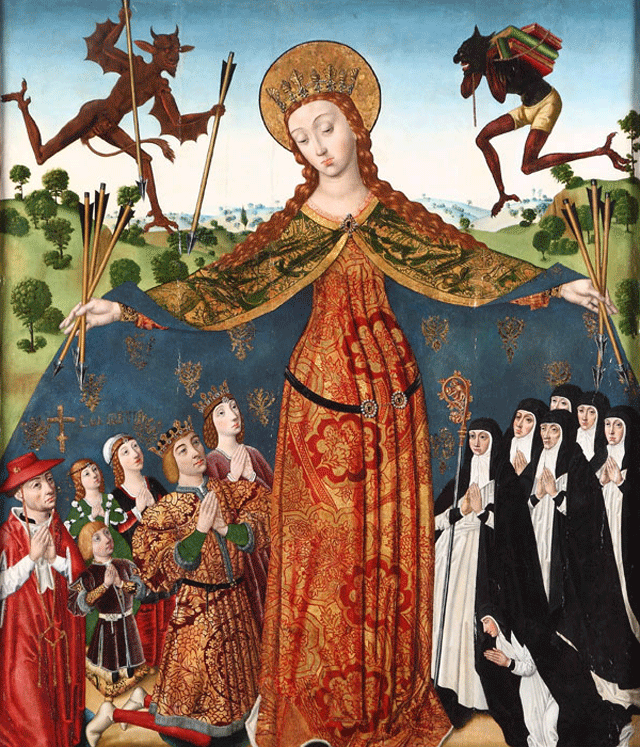
Diego de la Cruz (attr.), La Vergine della Misericordia (ca. 1485), Monastero di "Santa María la Real de las Huelgas", Burgos (Spagna). Il diavolo a destra è stato identificato come Titivillus.

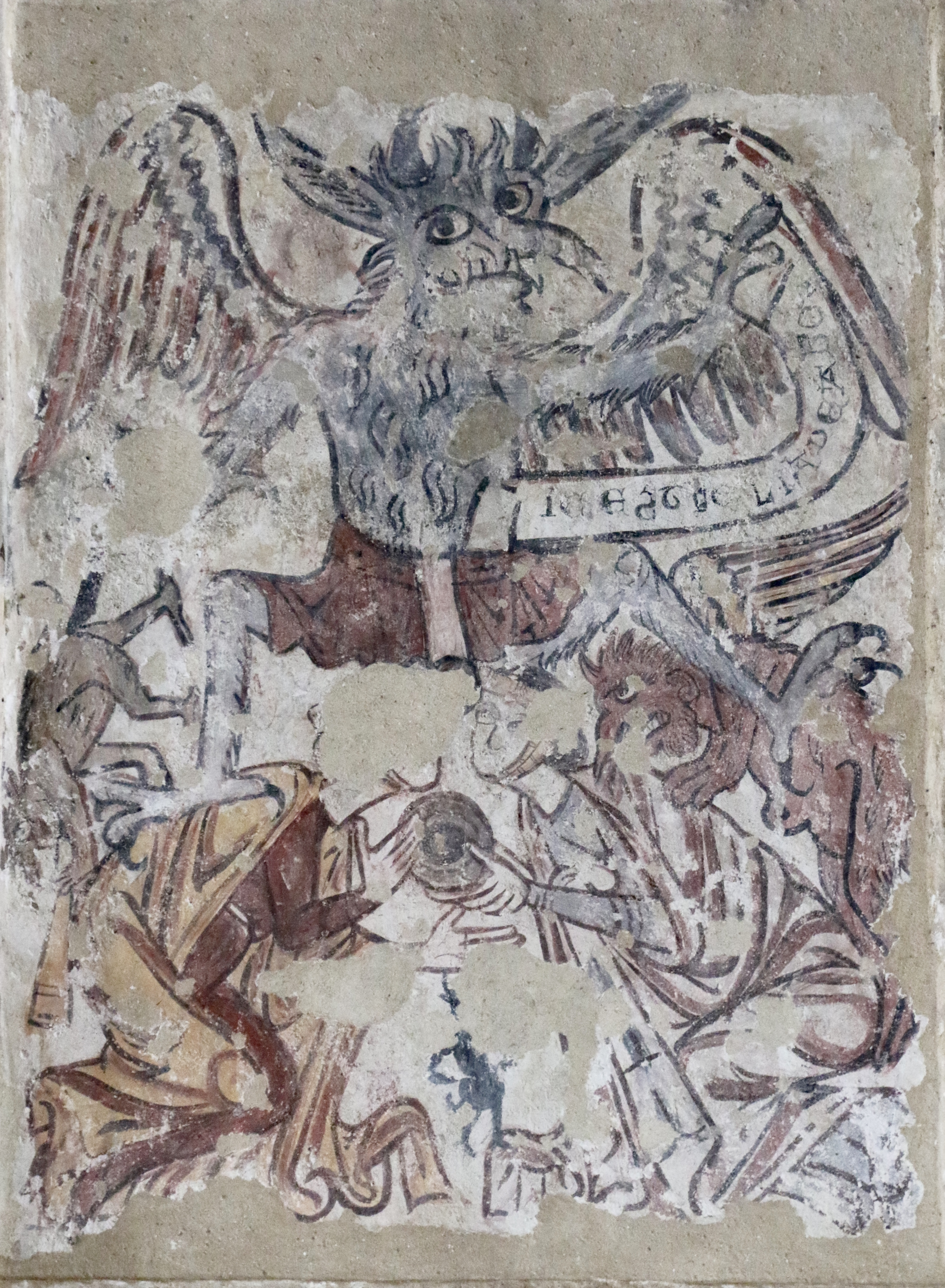
Affresco che rappresenta Titivillus, Chiesa di S. Michele con S. Maria, Melbourne, Derbyshire, Regno Unito.

Titivillus è un diavolo che nel Medioevo si credeva lavorasse alle dipendenze di Belfagor, Lucifero o Satana per indurre in errore i copisti.

## Storia
La prima menzione attestata del nome Titivillus è quella del Tractatus de Penitentia (ca. 1285), di Johannes Galensis (Giovanni del Galles). Ma secondo alcuni studiosi il primo a nominarlo fu il monaco e scrittore tedesco Cesario di Heisterbach.
Titivillus viene anche indicato come un raccoglitore delle chiacchierate inutili che avvengono durante le funzioni religiose; e delle parole mal pronunciate, borbottate oppure omesse nelle funzioni stesse; per portarle nell'Inferno e includerle nelle colpe dei peccatori.
Gli fu attribuita la qualifica di "diavolo patrono degli scribi", in quanto Titivillus forniva una comoda scusa per giustificare gli errori che capitavano facilmente durante la copia dei manoscritti.
Marc Drogin, nel suo manuale didattico Medieval calligraphy: Its History and Technique (La calligrafia medievale: storia e tecnica) del 1980, indica che for the past half-century every edition of "The Oxford English Dictionary" has listed an incorrect page reference for, of all things, a footnote on the earliest mention of Titivillus. (Nel mezzo secolo passato ogni edizione del "The Oxford English Dictionary" ha elencato un riferimento di pagina scorretto riguardo, ironia della sorte, una nota a pie' di pagina sulle prime citazioni di Titivillus).
Titivillus ottenne un importante ruolo come figura sovversiva della commedia, con commenti satirici sulla vanità umana, nel Dramma liturgico tardo-medievale inglese, in particolare nel Teatro del Mistero, come ad es. nel Iudicium che termina il Ciclo di Towneley (o Ciclo di Wakefield). Svolse un ruolo antagonistico nella commedia inglese Mankind.
In un anonimo trattato devozionale inglese del XV secolo, Myroure of Oure Ladye (Lo specchio di Nostra Signora), Titivillus così presenta sé stesso (I.xx.54): I am a poure dyuel, and my name ys Tytyvyllus... I muste eche day... brynge my master a thousande pokes full of faylynges, and of neglygences in syllable and wordes. (Sono un povero diavolo, e il mio nome è Titivillus... Devo ogni giorno... portare al mio padrone un migliaio di borse piene di errori, e di negligenze nelle sillabe e nelle parole).
Nel Monasterio de Santa María la Real de las Huelgas di Burgos è custodita una tavola dipinta (ca. 1485) attribuita a Diego de la Cruz, dove sopra il manto protettivo della Vergine della Misericordia si trovano due diavoli; uno dei quali porta un fardello di libri sulla spalla, che secondo il professor Joaquín Yarza Luaces rappresenterebbe Titivillus.
Titivillus è raffigurato anche in un affresco nella "chiesa parrocchiale di S. Michele con S. Maria" del paese di Melbourne, nella contea inglese del Derbyshire.